# Johan Frederik Carøe (borgmester)
 For alternative betydninger, se Johan Frederik Carøe (handelsmand).
Johan Frederik Carøe (født 7. november 1742 i Randers, død 18. oktober 1819) var borgmester i Randers.
Carøe var søn af købmand Hans Carøe og Maren f. Schnell. Han tog dansk juridisk eksamen 1767, blev 1769 rådmand i sin  fødeby og 1773 borgmester. Samtidig havde han flere andre embeder, i det han 1769-72 var konstitueret byfoged samt herredsfoged i Sønder Hald, Øster Lisbjerg og Rugsø herreder og fra 1775-1814 birkedommer og skriver i Dronningborg Birk, medens han 1804 gik af som borgmester. I de 50 år, i hvilke han var embedsmand, og af hvilke han i de 35 var medlem af magistraten, opnåede han en indflydelse og anseelse, hvoraf næppe nogen før eller siden har været i besiddelse i Randers. Han ophjalp kommunens slette økonomiske tilstand, i det han 1772 udarbejdede en vedtægt, ifølge hvilken byens jorder blev opdyrkede og ved udleje kunne indbringe betydelige summer, så ikke alene gælden kunne afbetales, men der blev råd til mange store udgifter; et nyt rådhus blev opført 1778, Skt. Mortens Kirke fik et nyt tårn 1796, et sprøjtehus byggedes 1800. Med store bekostninger ryddedes havnen for sten, og den opmudredes således, at efter 13 års arbejde år 1800 større fartøjer kunde lægge til ved byen. Det skyldtes også ham, at landevejen mod syd, der hidtil ofte havde stået under vand, nu blev farbar. Han oprettede en spindeskole for fattige pigebørn, der 1789 forandredes til en almindelig arbejdsanstalt, hvorved alt tiggeri blev afskaffet, hvorom han selv skriver, at dette skete i Randers førend i nogen anden by. Det var også ham, der bevirkede, at det gamle Helligåndshus blev indrettet til latinskole og rektorbolig, hvorved han reddede skolen fra at blive nedlagt. I det hele tog Randers et stort opsving i hans tid både i henseende til handel og industri. Om hans interesse for denne sidste vidner en trykt indberetning fra ham til selskabet for indenlandsk kunstflid, af hvilket han var korresponderende  medlem. Han karakteriseres som en udmærket dygtig, men tillige højst myndig mand. Regeringen påskønnede hans fortjenester ved 1790 at udnævne ham til justitsråd og 1805 til etatsråd, og Randers by lod hans portræt ophænge i rådhussalen. Senere blev han Ridder af Dannebrog.
1787 købte Carøe sammen med kammerherre Peter Severin Fønss Essenbæk af generalauditør Christian Kallager. Sammen udstykkede de gården og solgte godset til fæsterne.
Han blev 18. juli 1771 gift med Anna Margrethe Hansen (jf. kirkebog i Randers Sankt Morten), en halvsøsterdatter til legatstifteren Niels Brock. De fik 7 børn. Johan Frederik Carøe døde 18. oktober 1819 (begravet 29. oktober).